# Matići (Chorwacja)
Matići – wieś w Chorwacji, w żupanii primorsko-gorskiej, w mieście Vrbovsko. W 2011 roku liczyła 13 mieszkańców.